# جزیره گریت پام
جزیره گریت پام همچنین جزیره پام که بومیان استرالیا آن را Bwgcolman می‌نامند یک جزیره گرمسیری با یک با جمعیت حدود ۲۰۰۰ نفر است. این جزیره با مساحت ۵۵ کیلومتر مربع (۲۱ مایل مربع)کیلومتر مربع در شرق ایالت کوئینزلند استرالیا قرار دارد و فاصله آن از تاونزویل ۶۵ کیلومتر است.
جزیره گریت پام بخشی از مجموعه جزایری است که بر روی هم دیواره بزرگ مرجانی استرالیا را در اقیانوس آرام تشکیل می‌دهند.

## سکونت انسان

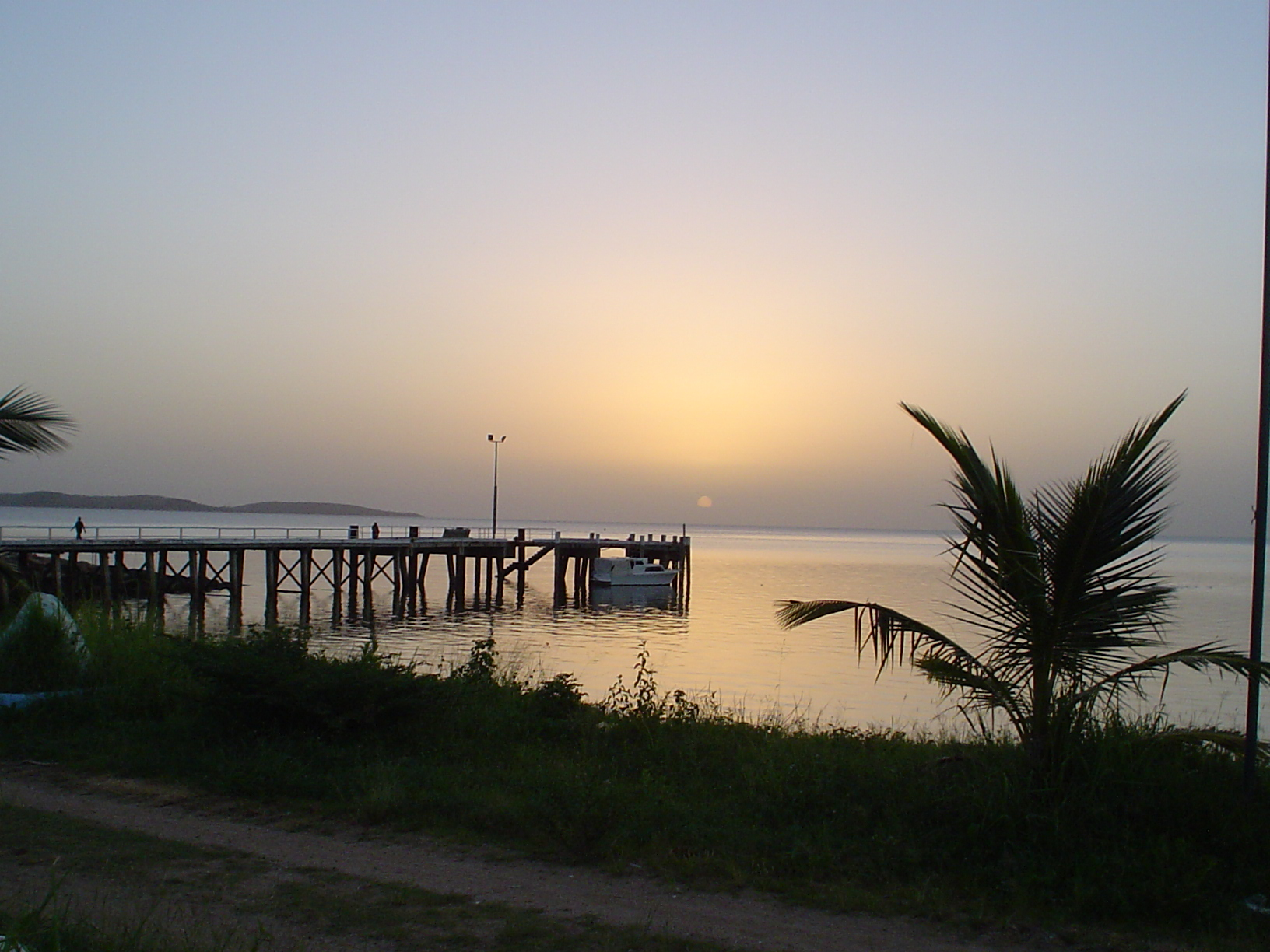
اسکله جزیره پام

جزیره نحل لقب کلاسیک «بهشت گرمسیری» را به خود اختصاص داده است. سه ناحیه مسکونی در این جزیره وجود دارد و ساکنان آن عمدتاً بومیان استرالیا هستند.